# Guerre de Jugurtha
Pour les articles homonymes, voir Jugurtha (homonymie).
Batailles

La Numidie entre 112 et -105, et les batailles majeures de la guerre.

La guerre de Jugurtha (en latin: Bellum Iugurthinum, en tamazight : ⵟⵟⵕⴰⴷ ⵏ ⵢⵓⴳⴰⵔⵝⵏ) est le nom d'un conflit qui opposa la République romaine et le roi numide Jugurtha entre 112 et 105 av. J.-C.. Ce conflit est raconté dans un ouvrage de l'historien Salluste, son Bellum Iugurthinum.

## Contexte numide
Jugurtha est le neveu de Micipsa, qui, peut-être sous la pression romaine, l'adopte comme fils. Il s'avère, à sa mort, en 118 av. J.-C., que Micipsa avait souhaité que son royaume fût séparé entre ses deux fils et Jugurtha. Celui-ci fait assassiner un des deux héritiers, Hiempsal. Adherbal, l'autre fils, s'enfuit alors vers Rome pour demander des secours. En 116 av. J.-C., un traité est conclu en présence d'émissaires romains ; il est très favorable à Jugurtha, qui a sans doute employé la corruption. En 112 av. J.-C., ce dernier met le siège devant Cirta, et attaque son frère dans sa capitale. Une seconde commission romaine l'autorise à prendre la ville. Il y fait tuer son frère et y massacre de nombreux Romains, qui l'avaient auparavant défendu.

## Contexte romain
Le Sénat romain décide de déclarer la guerre à la Numidie. Revenant d'Hispanie où il a commandé comme propréteur en 114 av. J.-C., Marius est rejoint en Afrique par son patron Quintus Caecilius Metellus, le consul de 109 av. J.-C., pour combattre Jugurtha. Populaire auprès de ses soldats comme du reste de la population romaine, il a des alliés au tribunat.

## La guerre
La guerre est déclarée par le Sénat romain en 112 av. J.-C. Puis, en 111 av. J.-C., le consul romain Lucius Calpurnius Bestia se rend en Numidie, et Jugurtha se rend dans des termes d'usage face à un vainqueur, puis le corrompt. Il part pour Rome et fait de même avec des tribuns, avant de faire assassiner son cousin Massiva, potentiel rival choisi par Spurius Postumius Albinus alors consul pour remplacer Jugurtha. Fin 110 av. J.-C., Jugurtha défait le légat Aulus Postumius Albinus, par ruse, selon les chroniques romaines. Il demande alors au Sénat d'être reconnu souverain de Numidie, ce que celui-ci refuse. Les Numides et les Romains dirigés par Metellus élu consul se rencontrent à la bataille du Muthul en -109, les Romains subissent de très lourdes pertes. Ils décident dès lors de changer de stratégie, et de s'attaquer aux cités, forçant les Numides à pratiquer une sorte de guérilla, cependant, Metellus est battu lors de la bataille de Zama, en 109 av. J.-C., et doit se replier sur Carthage.
Marius s'absente brièvement pour se faire élire consul à Rome. Metellus, dit Numidicus, doit subir l’affront de voir son ancien client prendre le contrôle de ses troupes et s'apprêter à remporter une guerre qu’il avait déjà lui-même presque gagnée. Pendant ce temps, Jugurtha s'allie avec son beau-père Bocchus Ier, roi de Maurétanie. Marius remporte quelques victoires en poursuivant la ligne stratégique de Metellus, la terre déserte, mais sans toutefois définitivement l'emporter. Il est rapidement devenu évident que Rome ne pouvait vaincre Jugurtha. Bocchus, alors allié de celui-ci, réussit a négocier une paix avec les Romains, incluant la trahison, et la capture de Jugurtha. Au cours d'un guet-apens, Jugurtha est capturé. Bocchus reçut en échange une partie de la Numidie. Jugurtha sera étranglé en 104 av. J.-C., au Tullianum, à Rome.

## Conséquences

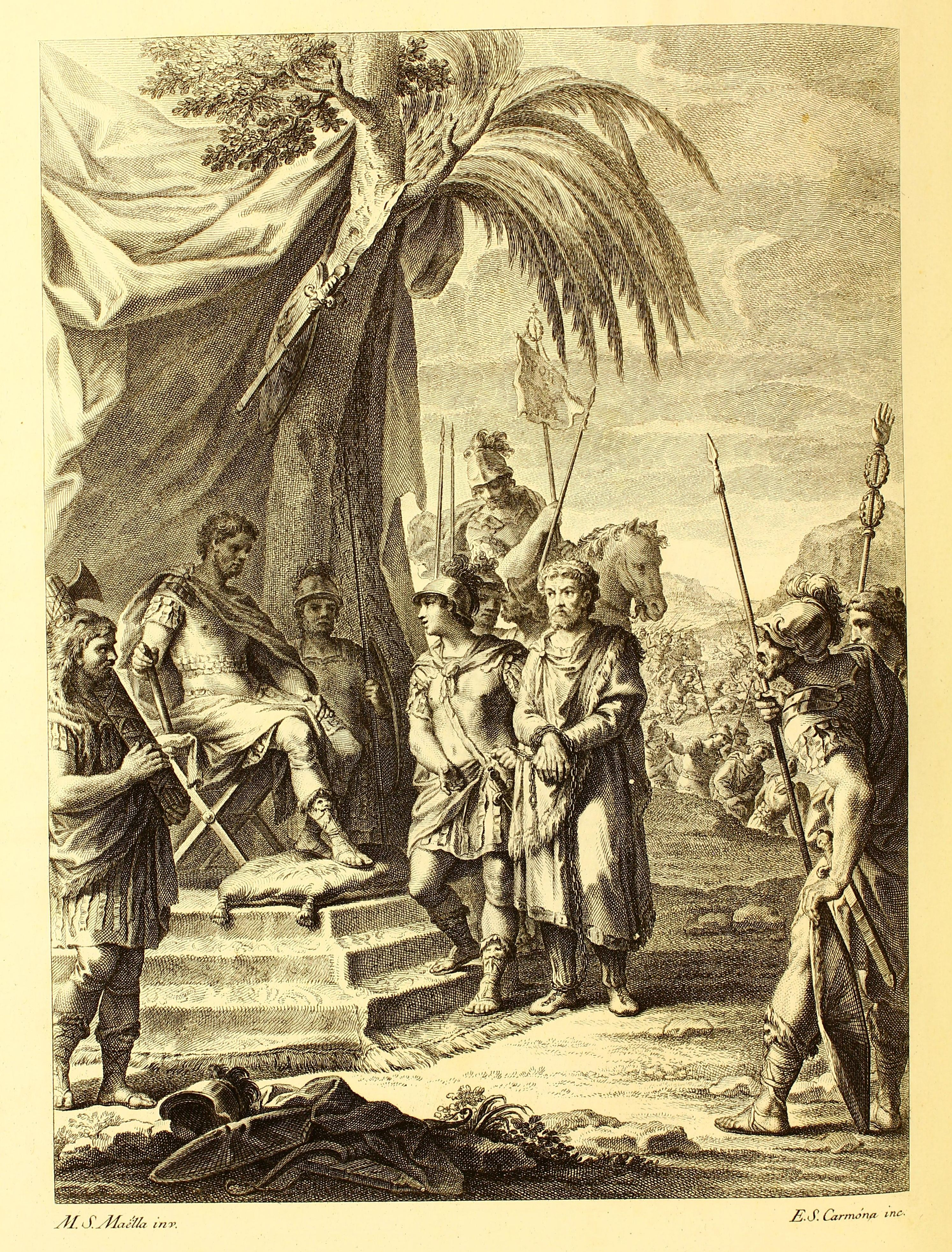
Jugurtha est trahi, et livré aux Romains par son propre beau-père, Bocchus, roi de Maurétanie.

L’année de la victoire de Marius, 105, fut aussi celle de sa réélection au poste de consul, sans qu’il ait eu besoin, contre toute tradition, de se présenter à Rome ; il commit également, par-là même, une entorse à l'interdiction de se représenter au consulat dans les 10 ans suivant un mandat. La guerre des Cimbres comme la guerre de Jugurtha ont eu une influence particulière sur les décisions qu'il prit lors de ses mandats successifs, notamment concernant les changements instaurés dans les institutions de la République romaine.
Cette guerre révéla par ailleurs la corruption qui régnait dans l'armée et dans la classe politique romaine. Le fait qu'un homme tel que Jugurtha pût monter au pouvoir en achetant des militaires romains et des fonctionnaires civils reflète un déclin moral et éthique romain.